# Éric Srecki
Éric Srecki (Béthune, 2 luglio 1964) è un ex schermidore francese, vincitore di due medaglie d'oro, una d'argento ed una di bronzo nella scherma ai giochi olimpici.

## Palmarès
In carriera ha conseguito i seguenti risultati:
- Giochi olimpici

Seul 1988: oro nella spada a squadre.
Barcellona 1992: oro nella spada individuale.
Atlanta 1996: bronzo nella spada a squadre.
Sydney 2000: argento nella spada a squadre.
- Mondiali di scherma

Losanna 1987: bronzo nella spada a squadre.
Lione 1990: argento nella spada a squadre.
Budapest 1991: argento nella spada a squadre.
Essen 1993: argento nella spada a squadre.
Atene 1994: oro nella spada a squadre.
L'Aia 1995: oro nella spada individuale ed argento a squadre.
Città del Capo 1997: oro nella spada individuale.
La Chaux de Fonds 1998: oro nella spada individuale ed argento a squadre.
Seul 1999: oro nella spada a squadre.
- Europei di scherma

Plovdiv 1998: argento nella spada individuale.
Bolzano 1999: argento nella spada a squadre.